# واترلو (کالیفرنیا)
واترلو (به انگلیسی: Waterloo) یک منطقهٔ مسکونی در ایالات متحده آمریکا است که در شهرستان سن ژواکین، کالیفرنیا واقع شده‌است. واترلو ۱۴٫۰۷۶ کیلومتر مربع مساحت و ۵۷۲ نفر جمعیت دارد و ۱۸٫۹ متر بالاتر از سطح دریا واقع شده‌است.